# Ес (Нідерланди)
Ес (нід. Esch) — село в нідерландській провінції Північний Брабант. Входить до муніципалітету Бокстел.
Його площа становить 5,47 км², а населення станом на 2021 рік складало 2 145 осіб.
Перша згадка про населений пункт датується 773 роком.
До 1996 року мало статус окремого муніципалітету.

## Галерея

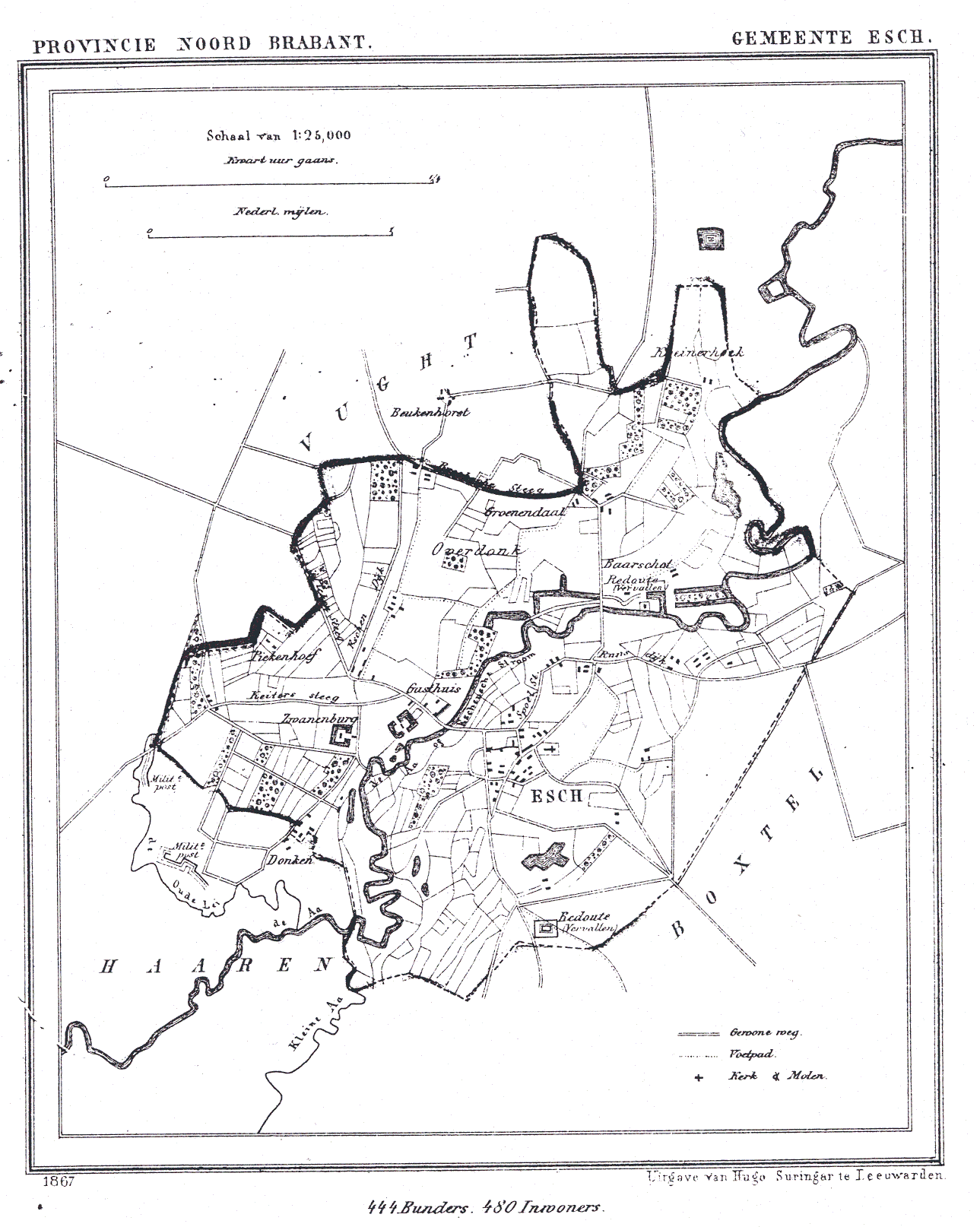
Мапа Еса (1867)
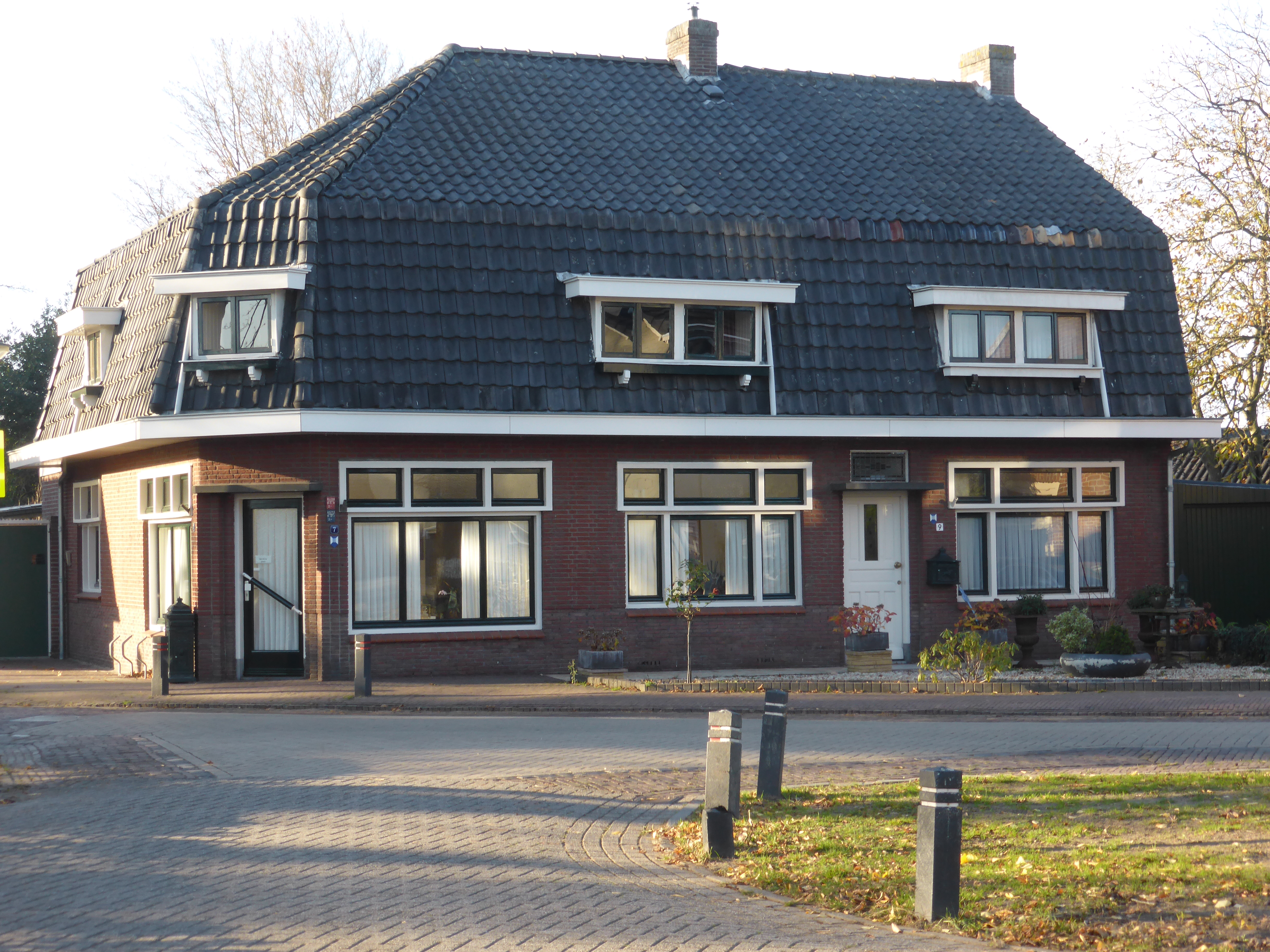
Будинок в Есі
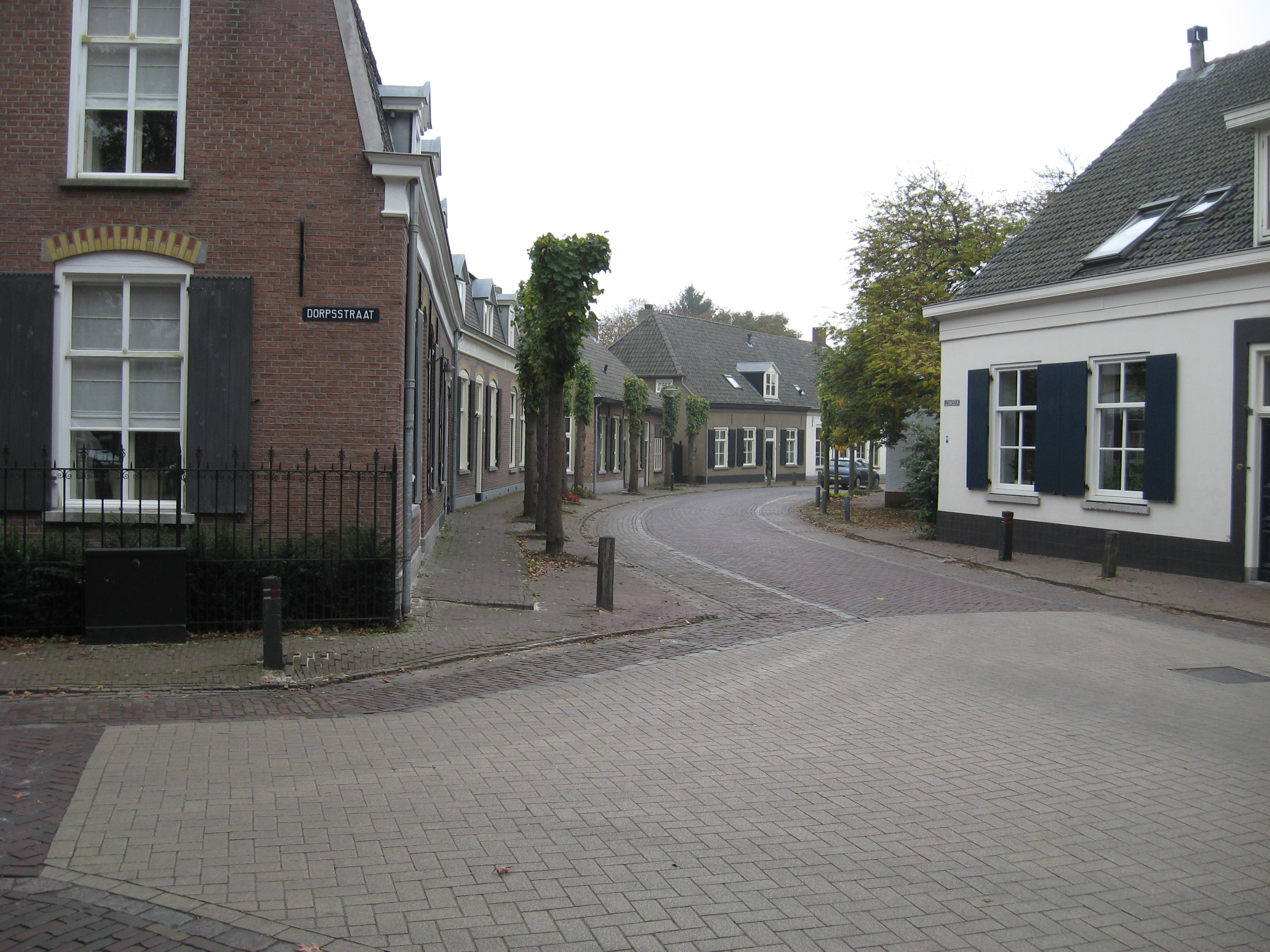
Сільська вулиця
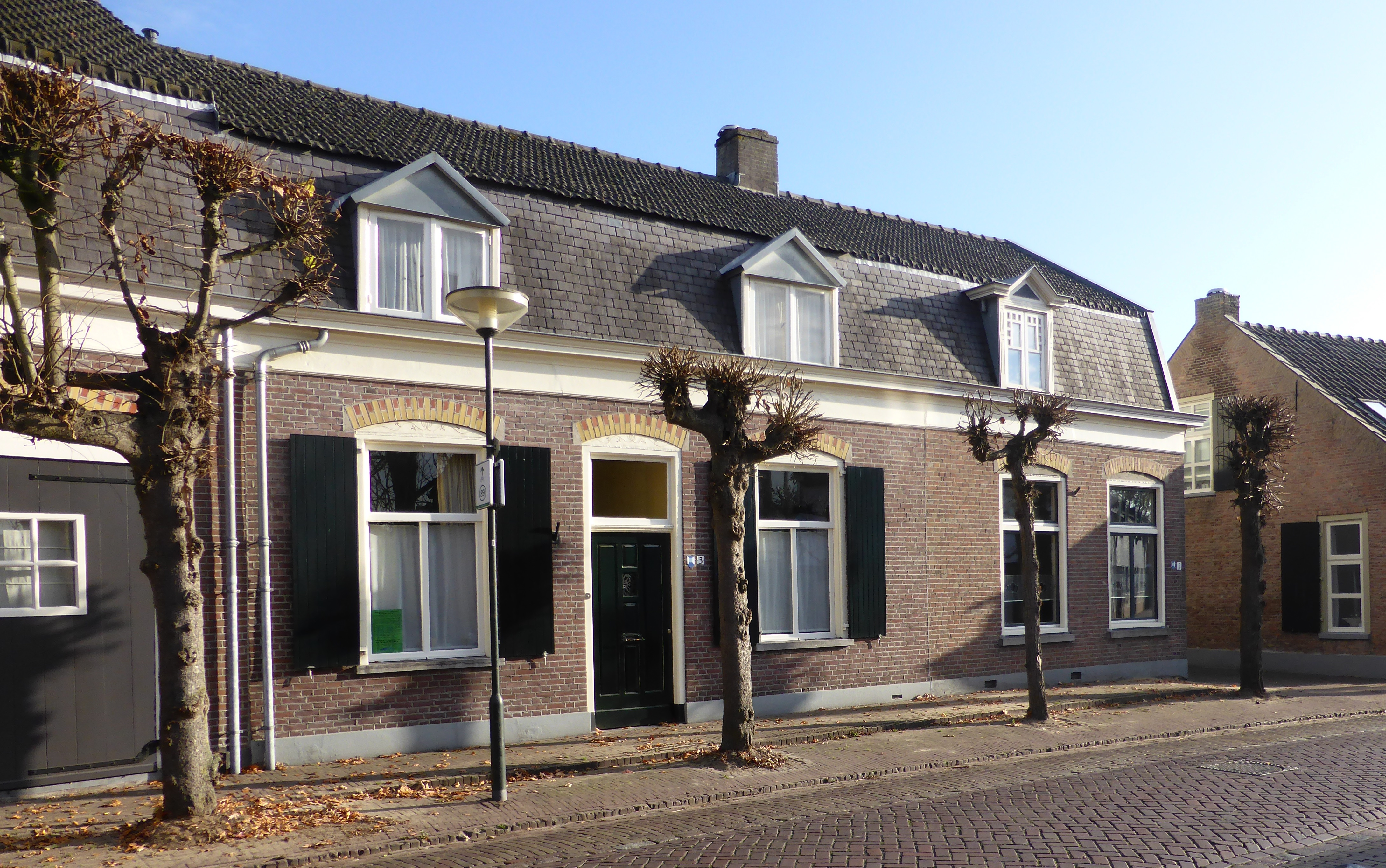
Сільська забудова